# چاربردار پتانسیل
چاربردار پتانسیل الکترومغناطیسی، چاربرداری‌است که در دستگاه واحدهای اس‌آی (و در دستگاه واحدهای گوسی داخل پرانتز) به صورت زیر تعریف می‌شود:
{\displaystyle A^{\alpha }=\left({\frac {\phi }{c}},{\vec {A}}\right)\qquad \left(A^{a}=(\phi ,{\vec {A}})\right)}
که در آن {\displaystyle \phi \;} پتانسیل الکتریکی و {\displaystyle {\vec {A}}} پتانسیل مغناطیسی برداری است.
میدان‌های الکتریکی و مغناطیسی وابسته به این پتانسیل چنین‌اند:
{\displaystyle {\vec {E}}=-{\vec {\nabla }}\phi -{\frac {\partial {\vec {A}}}{\partial t}}\qquad \left(-{\vec {\nabla }}\phi -{\frac {1}{c}}{\frac {\partial {\vec {A}}}{\partial t}}\right)}
{\displaystyle {\vec {B}}={\vec {\nabla }}\times {\vec {A}}}
غالباً در پیمانه لورنتس {\displaystyle \partial _{\alpha }A^{\alpha }=0} را به کار می‌برند تا معادلات ماکسول به صورت زیر ساده شود:
{\displaystyle \Box ^{2}A_{\alpha }=-\mu _{0}J_{\alpha }\qquad \left(\Box ^{2}A_{\alpha }=-{\frac {4\pi }{c}}J_{\alpha }\right)}
که در آن {\displaystyle J_{\alpha }\;} چاربردار جریان است و 
{\displaystyle \Box ^{2}=\nabla ^{2}-{\frac {1}{c^{2}}}{\frac {\partial ^{2}}{\partial t^{2}}}}
عملگر دالامبر است.